# Coro de la Catedral de Orense
El coro de la Catedral de Orense es una obra realizada por Diego de Solís y Juan de Angés el Mozo con ayuda de su taller entre 1587 y 1590. Desmantelado en 1937, el conjunto se conserva casi en su totalidad en la Catedral de Orense (Galicia, España).

## Historia

### Coro primitivo
A finales del siglo xiii, durante el episcopado de Diego de Fonseca y recién terminadas las naves de la seo, se procedió a instalar el coro; este ocupaba el espacio correspondiente a los tres primeros tramos de la nave central que se hallaban junto al crucero, directamente frente al presbiterio, con el cual conformaban un conjunto escultórico de carácter único. Debido a que el coro debía estar separado de los feligreses, toda la obra fue cercada con muros altos a base de piedra de sillería rematados con piezas labradas con «vistosa y delicada ornamentación ojival» según Manuel Sánchez Arteaga, quien relató que «al construirse los muros que cierran el coro, los pedestales de los seis machones comprendidos entre aquellos fueron rozados en parte, perdiendo, por consiguiente su forma octogonal». Sobre estas piedras que coronaban el conjunto se dispondrían con posterioridad los paramentos del coro cuando se elaboró la última sillería, de una altura superior a la primitiva. Estos muros se encontraban a su vez circundados por una banqueta corrida de piedra idéntica a la que actualmente recorre los paramentos del crucero y las naves laterales. Esta sección de asiento pétreo unificaba con su disposición la totalidad del área a la que los fieles tenían acceso en torno a la zona de uso exclusivo para los canónigos. De esta primera versión del coro catedralicio se conserva una descripción realizada en el siglo xvi por el canónigo Juan Pérez de Noboa:: 212 

[…] vi el coro viejo […] y era sumamente pobre. Las sillas de los canónigos no tenían espaldares más que hasta los hombros, estando asentados, y hasta la cintura, estando de pie, y de la misma manera las de los racioneros; y había solo dos puertas, la principal y una trasera, que estaba donde está agora la silla del Obispo; y al entrar del coro, la primera silla alta del lado del deán era una silla con chapitel alto y en las espaldas o espaldar estaba pintado un rey con corona real y cetro dorado en la mano, y nadie se sentaba en ella; y al lado de la epístola, enfrente de la silla del rey, estaba otra silla alta con chapitel alto y en el espaldar estaba pintado un obispo con su mitra, y esta era la silla propia de los obispos […] Y hasta entonces en el coro nuevo en que el obispo tenia la silla al centro, el obispo para asistir a las horas ocupaba la silla del chantre y hazia coro con el deán, teniendo el chantre a mano derecha en su coro, y esta debió ser la causa por que, sirviendo ambas dignidades en los pontificiales, el chantre se está a mano derecha y el deán a la izquierda, habiendo de ser lo contrario.: 212–213 

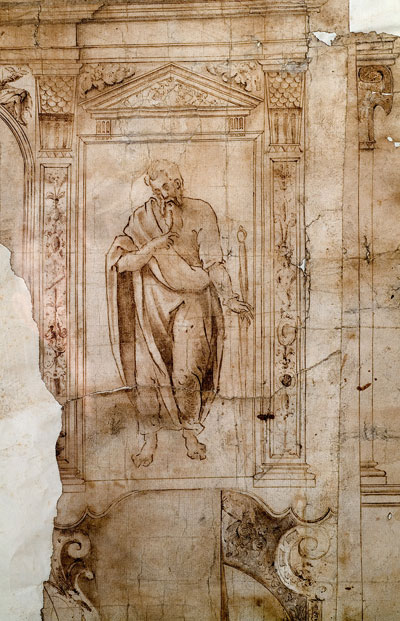
Fragmento de la traza del coro de la Catedral de Orense (c. 1580), por Diego de Solís. Museo Arqueológico Provincial de Orense.

Gracias a este registro se sabe que en el coro cada autoridad contaba con un lugar asignado en función del nivel jerárquico, indicándose que un número de sitiales quedaban reservados para las autoridades civiles y el monarca. Por razones de alternancia de la salmodia, el coro se dividía en dos secciones simétricas: el coro del deán (lado del evangelio) y el coro del chantre (lado de la epístola). En la zona del deán, siguiendo un orden ascendente según su proximidad al altar mayor, tenían un asiento fijo por razón de antigüedad el rey, el deán, el arcediano de Castela, el arcediano de Varoncelle, el maestrescuela, el arcediano de Celanova, una silla vacía (tal vez perteneciente al arcediano de Caldelas, suprimido por anexión del territorio a la maestrecolia), cuatro canónigos cardenales y nueve canónigos diáconos. En lo que respecta a la parte correspondiente al chantre, en ella tenían asiento el chantre, el arcediano de Limia, el arcediano de Búbal, el tesorero, el abad de la Trinidad, el arcediano titular de Orense, y la otra mitad de los canónigos. En los sitiales del coro bajo y distribuidos a ambos lados se ubicaban los doce racioneros, los cuatro capellanes curados, los cuatro dobleros, y los capellanes y clérigos del coro, disponiéndose también asientos en el coro alto para los huéspedes en función del rango que ostentaban, asientos en el coro bajo para los canónigos que se encontraban en el periodo de seis meses de noviciado, y asientos para aquellos castigados por la entonces vigente jurisdicción Beate Martine. Cabe destacar que en un capítulo dedicado a las dignidades, prebendados y ministros de la catedral, el obispo Juan Muñoz de la Cueva dejó por escrito que el cabildo ostentaba «Hermandad» para «entrar y residir en el Coro» junto con los cabildos de las iglesias de Turón, Santiago de Compostela, Tuy, Mondoñedo, Oviedo, Lugo y Astorga. Este coro sería desmontado en 1580 con el fin de instalar uno nuevo de más capacidad, obra que se terminaría en 1590. Una parte del antiguo conjunto fue obsequiada al Convento de San Francisco de Ribadavia mientras que varias piezas fueron vendidas por un precio inferior al valor real. Algunas obras pétreas serían sin embargo destinadas tanto al altar mayor como a los sepulcros de las dos naves, hallándose a día de hoy unos pocos fragmentos sueltos en el Museo Municipal, si bien una parte de los muros se dejó en su sitio y pasó a formar parte del nuevo coro.: 213–214 

### Coro actual

#### Elaboración
El nuevo coro, realizado en madera de nogal y de estilo manierista, se ordenó en sillas altas (cuarenta y una contando la del prelado) y bajas (veintinueve). El asiento correspondiente al rey, el primero del lado del evangelio, y el del prelado, el primero del lado de la epístola, pasaron en el nuevo conjunto a ser los de los contadores de horas, mientras que el sitial del obispo fue desplazado al fondo y situado en un plano más elevado. En cada uno de los lados del coro se invirtió el orden primitivo de proximidad al altar: las sillas de las dignidades se dispusieron junto a las del obispo, quedando enfrente, en el coro bajo, las del hebdomadario y los dos ministros asistentes.: 214  Las sillas, sin contar la del obispo, correspondían al deán, al chantre, a los canónigos, a los racioneros y al resto de servidores del coro, con un número de asientos reservado para los grandes señores, las dignidades, los visitadores del obispo, los caballeros de las órdenes, los abades, los sacerdotes, el corregidor de la ciudad y los regidores del concejo, quedando los legos excluidos. Respecto a los oidores, estos se sentaban en sillas ubicadas junto a las gradas, en el interior de la capilla mayor, mientras que los regidores lo hacían junto a los capitulares más antiguos, de modo que cada integrante disponía de un lugar acorde a la labor desempeñada y siguiendo una jerarquía.: 215–216 
Toda la obra fue promovida por el obispo Juan de Sanclemente y Torquemada, quien ante escribano y en presencia de varios capitulares la contrató el 10 de junio de 1580, poco antes de ser nombrado arzobispo de Santiago, durando la ejecución de la misma de 1587 a 1590:

Cabildo de 10 de Junio de 1580. Primeramente este dia se hizo el contrato entre el Cabildo y Diego de Solís y Juan de Anges, vecinos de León, del coro y sillas de la dicha Iglesia, pasó el dicho contrato ante Juan Fernández de Luaces, escribano del número de esta ciudad.

Visita de 20 de marzo de 1583 de D. Juan de San Clemente. Manda S. S.a primeramente se hagan las sillas del coro, llamando para ello a los oficiales de León, con quien está concertada y están obligados a lo hacer según pasó el contrato en presencia de Su Rvma. y algunos capitulares, según constará de escritura que acerca de esto se otorgó.
Cabildo 22 de Febrero de 1586. Consta que se escribió a Solís y Angés para que viniesen a comenzar la obra, y que le prometieran venir en Abril. 
Cabildo del 12 de Junio de 1587. Este día se trató el modo y manera del coro y como había de estar y se habían de poner en los paneles y espaldares de las sillas y repartir los Apóstoles y Santos […] se nombró al Maestrescuela y al Cardenal Febos Rodríguez y Canónigo Noboa para que fuesen a Osera y San Esteban para se informar y ver lo que se ha de hacer. 
Cuentas de Fábrica de 1587. Se le pasan en cuenta 476 reales que pagó a Esteban Jordán por diecisiete días que se ocupó en venir de Valladolid, volver y visitar la obra del coro, a razón de 24 reales cada día. 
Cabildo de 11 de Abril de 1588. En este día se trató de las figuras que habían de poner en las puertas de los lados del coro, y dieron sus pareceres el Dr. Zárate y el Dr. Nogueira y éste opinó que fuesen el pecado de Adán y el castigo. 
Cabildo de 19 de Enero de 1589. Se trató si sobre la silla del Obispo se había de poner un San Martín, y se resolvió que se haga el Santo muy galano y lo mejor que se pueda hacer. 
Cabildo de 29 de Mayo de 1589. También se trató del remate del coro y se resolvió que hubiese figuras en el dicho remate.  
Cabildo de 6 de Octubre de 1589. Este dicho día dijo el Sr. Deán como Solís el maestro del coro le dijo que había acabado su obra y se quería ir, y que se nombrasen personas para ver y tasar la obra. 
Cabildo de 6 de Noviembre de 1589. Tratóse primeramente como había venido Jordán a ver la obra de las sillas y que sería bueno despacharle. 
Cabildo de 11 de Noviembre de 1589. Este día dijo el Deán como Jordán y Bautista Zelme avian dado su parecer en escripto en lo tocante a la obra del coro. 

Cuentas de la Fábrica de 1589: Item se descarga otra libranza de 15 232 maravedís que se pagó a Jordán, escultor, por la venida, estada y vuelta a la tasa del coro desde Valladolid.: 93–94 

La traza fue diseñada por Diego de Solís y la misma fue ejecutada por el propio Solís y Juan de Angés el Mozo con ayuda de su taller y bajo la supervisión de Esteban Jordán, quien una vez concluida la obra informó de ella junto con Juan Bautista Celma, autor de los púlpitos y de las rejas de estilo plateresco que cerraban tanto el coro como la capilla mayor. Existían a su vez unas rejas o cancillas de hierro facturadas por Lozano en 1588 que conectaban la capilla mayor con el coro cerrando el acceso de los feligreses a estas áreas, que sin embargo podían ser admiradas desde ambos lados.: 214–215  Las puertas que daban acceso al coro eran tres: la puerta principal, situada frente al crucero y cerrada con una reja de Celma; y las de los lados, abiertas en los paramentos que cerraban el coro y ornamentadas en la cima con esculturas representativas de Adán y Eva cuando fueron tentados por la serpiente así como de la expulsión del Paraíso.: 216 
Respecto a la obra del coro, iniciada en 1587, una de las condiciones impuestas era que esta debía ejecutarse en un periodo de cinco años; los tres primeros comprendían el corte y secado de la madera, la cual fue financiada por el cabildo, quien a mayores dio a los artistas alojamiento y talleres para que tanto ellos como sus oficiales pudiesen trabajar. Las sillas del coro alto fueron valoradas en 50 ducados y las del coro bajo en 22, mientras que a las sillas desparejadas de la zona alta se les puso un precio de 50 ducados y al sitial del obispo y los ornamentos un precio de 50 ducados, con la madera, procedente de Allariz, secándose por tres años tal y como estaba previsto. En lo que respecta al traslado del material a Orense, las vicisitudes del mismo figuran plasmadas en un registro de 1588:

Lo que me ocupé con la madera de Allariz, en ella es lo siguiente:

Con el carpintero de la Iglesia fui al principio y estuve dos días y me volví sin hacer cosa por no estar el contador del marqués en el pueblo, no llevé mula de alquiler porque me prestaros. 12.
Después torné con el oficial Solis y más el carpintero y nos ocupamos en la descoger y mirar tres días, llevé dos cabalgaduras de alquiler, gasté con ellos el gasto todo ansi de cabalgaduras, no hubo lugar al concierto por estar muy cara y ansi nos fuimos por Celanova a buscar la dicha madera y no hallamos palmo de ella. 33.
Torné el Domingo pasado porque fui avisado que el dicho contador se iba y me ocupé con el carpintero de la iglesia, domingo, lunes y martes y volví con la madera comprada y vine con ocho carros toda la noche, lo que gasté con la cabalgadura y oficial todo fue a mi costa, no llevé cabalgadura de alquiler que la hallé prestada. 18.
Lo que la madera costó viene en un conocimiento del contador y lo que los carros costaron también viene como los pagué, para todo tengo recibidos por una libranza trescientos reales y lo que resta lo debo. Vs mercedes me la harán que le de libranza del gasto, sea todo como fueren servidos 407, 470.
Y vuestras mercedes den orden en este muchacho de coro donde esté, porque es bellaco y vende cuanto tiene. [...]
En 23 de enero de 1588 vino el canónigo Gayoso y el canónigo Noboa, comisarios nombrados para ver las cuentas de atrás del canónigo Villareal ansi de la madera que compró en Allariz como de la cera del monumento y más gasto según el no especifica en el memorial y hallamos lo siguiente:
En lo de la madera y gasto de días y de carreto hallamos que se le deben 470 reales y para esto recibió del tesorero por libranza los trescientos y agora se le deben 170. […]

Pedro de Gayoso
Juan Pérez de Noboa.: 308 

En lo tocante al coste del traslado, este figura registrado el 13 de enero de 1588:

Doy fe que en trece días del mes de enero de quinientos ochenta y ocho años ocho carreteros que dijeron ser vecinos de Allariz se dieron por pagos de sesenta y cuatro reales de carreto de cierta madera que han traído a esta ciudad para la obra que se hace en la Santa Iglesia y por verdad doy dello esta fe y lo firmo, la cual pagó el Cardenal Villa real.

Mas le di de comer que ansi quedo en el concierto de traer la madera.: 309 

Respecto al pago de la madera, este se anotó el día antes:

Digo yo Diego de Heredia, contador de mi señora la marquesa de Viana que recibí del Señor Cardenal Villareal trescientos y treinta y nueve reales de cierta madera que su merced compró de la que mi señora tenía en esta villa en esta manera, ciento diez y nueve reales por otros tantos palmos de tablas en noventa y nueve piezas y ciento ochenta reales por noventa pontones de nogal a tres reales y diez reales por una tabla ancha de nogal que todo ello montan los dichos trescientos treinta y nueve reales, fecha en Allariz a 12 de enero de 88.: 309 

En las cuentas de 1589 figuran pagos por los herrajes y cerraduras del coro:

Mas setenta y seis libras de hierro que se gastaron en asir el coro a las paredes. Tásense la libra.

Mas se hicieron seis cerraduras para las puertas del coro y de los caracoles y coro. Tásense.: 309 

Unas cuentas de 1591 relativas a Angés resultan de gran importancia por plasmar de forma detallada varios aspectos no especificados en el contrato:

Tomáronse las cuentas a Juan de Anges maestro de las sillas de lo que le cupo de su parte y hallóse lo siguiente:

En el concierto que el dicho Juan de Anges y Diego de Solis hizieron con el Cabildo de la Catedral de Orense en lo de la sillas del coro de la dicha Catedral le cabían setecientos y cuatro ducados en la obra principal y de estos está pago. Mas se le carga al dicho Juan de Anges que rescibió de más para en cuenta de las demasías dos mil y cuatrocientos y un reales del Cardenal Juan Fernández y es de la dicha cuenta cuando se hicieron cuentas con y con Diego de Solis.
Iten se le carga ducientos y veinte reales que rescibió del Doctor Nogueira por libranza del Cabildo para las dichas demasías. 
Iten se le carga que rescibió del cardenal Juan Hernández ciento y setenta y seis reales por libranza del cabildo para las dichas demasías.
Que monta todo dos mil y ochocientos y veintisiete reales los que tiene rescibidos para las dichas demasías.
Descargo
Descargase el dicho Juan de Angés que demás de los siete mil y setecientos y cuarenta y cuatro reales que hubo de pago del concierto principal se le deben demasías que hizo en el dicho coro por la tasación de Esteban Jordán según esta escrito y firmado de Gaspar Gato escribano del Cabildo lo siguiente:
Las puertas de la historia de Adán y Eva en los laterales del coro las tasó el dicho Esteban Jordán en setecientos y setenta reales.
Iten de los profetas que son treinta tasados por el dicho Esteban Jordán a cuatro ducados mil y trescientos y veinte reales.
Iten de cinco serafines que están entre los profetas porque los más fueron a cuenta de Solís a tres ducados ciento sesenta y cinco reales.
Fue tasado por descargo en las obras de la dicha obra por el dicho Esteban Jordán tres figuras redondas de san Martín Moisen y Elías a 20 ducados cada seiscientos sesenta reales.
Iten se descarga con las peanas en que están Moisen y Elías que fueron tasadas por el dicho esteban Jordán en 30 ducados Montan todas las dichas partidas del dicho descargo tres mil y ducientos y quarenta y cinco reales.
Los cuales restados con los dichos dos mil ochocientos y veinte y siete reales que se hacen de cargo al dicho Juan de Angés se le debe de final alcance conforme a la dicha tasación 418 reales.
Hízose esta cuenta en 16 de febrero de quinientos y noventa y un año por el cardenal Villar y cardenal Gayoso, personas nombradas por los señores del cabildo que la hicieron con el dicho Juan de Anges y lo firmaron de sus nombres con el canónigo secretario del cabildo.

En cabildo a 8 de febrero de 1591 vistas estas cuentas y una petición del dicho Angés en que pedía otras demasías que no fueron tasadas y ocupación que había puesto en tasar las demasías de Solís mandaron se le diese libranza po todo de mil reales para el tesorero de la fábrica y se dio por el doctor Nogueira en 19 de febrero 1591 años, hay auto capitular cerca de ello.: 309–310 

En lo que a la financiación de la obra se refiere, hubo un benefactor muy destacado: el obispo Fernando Tricio de Arenzana, quien aportó 500 ducados. Con esta suma de dinero, más algunas cantidades donadas por el cabildo haciendo uso de sus ahorros, Solís y Angés iniciaron su labor, alargándose el plazo establecido a causa de varias vicisitudes y, sobre todo, por diferencias entre los maestros y el cabildo. Finalmente, la tarde del 24 de marzo de 1589, con el conjunto aún sin acabar, Pedro González Acebedo, obispo bajo cuyo mandato se finalizó la sillería, celebró un solemne festejo para inaugurar el coro, con los miembros del mismo entrando a la catedral en procesión mientras entonaban el «Te Deum» en agradecimiento. Para mediados de 1590 los tallistas aún no habían concluido su labor ni estaban trabajando en la obra, por lo que el cabildo intentó forzarles a regresar y terminar el remate de serafines así como otras tallas y ornamentos; los artistas no se mostraron dispuestos a volver, muy probablemente por la pena de 600 ducados que pesaba sobre ellos y que se desconoce cómo la saldaron. Ante este inconveniente, Arenzana, ya obispo de Salamanca, entregó 900 ducados para finalizar el conjunto, lo que le valdría como recompensa el que su escudo fuese incluido en el coro, el cual estaba terminado para el mes de octubre:

Cabildo de 23 de Mayo de 1590. Este día dijo el Vicario como Juan de Anges no acababa de poner en el coro las figuras que faltaban en el coro y serafines. 
Cabildo de 15 de Octubre de 1590. Este día pidió Juan de Anges que atento que había acabado la obra del coro y él no tenía agora en que entender, que fuesen servidos nombrar personas que tasen lo hecho y hagan cuenta con él. 
Cuentas de Fábrica de 1590. Otra libranza de 15 reales que se pagó a Rodrigo Rodríguez de aver escrito las letras de los profetas de las sillas del coro. 

Cuentas de Fábrica de 1588. Item se descarga con otra libranza de cinco ducados que se pagó a Rodrigo Rodríguez, platero, por las letras que hizo para las sillas del coro.: 94 

Una vez finalizado el coro, Sanclemente escribió una carta al cabildo desde Santiago congratulándose de ello y remitiéndole 300 ducados para ayudar a costear la obra más otros 100 a modo de gratificación para Solís y Angés, motivo por el que se dispuso su escudo en el sitial episcopal junto con las armas de Acebedo.: 214 : 95  En 1590, nada más concluir la labor del coro, se tomó la decisión de construir el trascoro, el cual contaba con una capilla cerrada por una verja. El coste de esta obra fue asumido por la familia Noboa, señores de Villamarín, tal y como constaba en una leyenda grabada en uno de los dos sepulcros entonces emplazados a ambos lados del altar mayor:: 216 

Es de los señores Nóvoas de Villamarín, que aquí hizo trasladar D.Juan de Nóvoa Villamarín, Tesorero de Sevilla, hijo de García Rodríguez de Villamarín y doña Inés Ribadeneira, señores de la Casa que fundó esta capilla. Año de MDLXXXXII.

#### Disposición
En cuanto a cómo estaban distribuidos los asientos, la sillería alta, de cuarenta y un sillares, albergaba imágenes en medio relieve de cuerpo entero divididas por artísticas pilastras de diversa ornamentación, aunque primando putti desnudos en distintas poses acorde al arte renacentista así como cabezas de serafines, caretas y rocalla simétrica con tarjas. El hecho de que el número de asientos fuese impar se debía a que el coro estaba presidido por el obispo, a cuyos extremos se ubicaban las cuarenta sillas restantes en dos grupos de veinte formando parejas, todo ello con el fin de dotar de un orden iconológico a los personajes representados en ellas en función de una vida paralela. El asiento correspondiente al obispo albergaba un relieve del Salvator Mundi, mientras que a ambos lados se disponían las siguientes figuras desde dentro hacia afuera (sin contar las virtudes que decoraban las esquinas):
| Lado del evangelio | Lado de la epístola   |
| ------------------ | --------------------- |
| San Pablo          | San Pedro             |
| San Andrés         | Santiago el Mayor     |
| Santo Tomás        | San Juan Evangelista  |
| Santiago el Menor  | San Felipe            |
| San Mateo          | San Bartolomé         |
| San Matías         | San Simón             |
| San Marcos         | San Judas Tadeo       |
| San Lucas          | San Ignacio           |
| San Primitivo      | San Facundo           |
| Santa Eufemia      | Santa Marina          |
| San Torcuato       | San Rosendo           |
| San Esteban        | San Lorenzo           |
| San Sebastián      | San Vicente Mártir    |
| San Pelayo         | San Hermenegildo      |
| Santo Domingo      | San Bernardo          |
| San Benito         | San Francisco de Asís |
| Santa Catalina     | Santa Constanza       |
| Santa Eulalia      | Santa Lucía           |
| Rey David          | Abraham               |
| Virgen María       | San Juan Bautista     |

Por su parte, la sillería baja estaba conformada por veintinueve asientos con imágenes en medio relieve de medio cuerpo, figurando San Gregorio en el centro y, a ambos lados y de dentro a afuera (igualmente sin contar las virtudes que decoraban las esquinas):
| Lado del evangelio    | Lado de la epístola   |
| --------------------- | --------------------- |
| San Ambrosio          | San Agustín           |
| San Jerónimo          | Santo Tomás de Aquino |
| San Basilio           | San Juan Crisóstomo   |
| San Atanasio          | San Nicolás           |
| San Isidoro           | San Ildefonso         |
| San Pablo Ermitaño    | San Pedro Mártir      |
| San Antonio Abad      | San Efrén             |
| San Antonio de Padua  | San Juan Clímaco      |
| Santa María Magdalena | Santa Marta           |
| Santa Inés            | Santa Águeda          |
| Santa Bárbara         | Santa Cecilia         |
| Santa Justa           | Santa Rufina          |
| San Joaquín           | Santa Ana             |
| San José              | Santa Isabel          |

Originalmente el coro contaba con una puerta en cada lateral donde figuraban en bajo relieve la Tentación de Adán y Eva (lado de la epístola) y la Expulsión del Paraíso (lado del evangelio). Respecto a las esquinas de la sillería alta, estas albergaban relieves de cuerpo entero de una de las cuatro virtudes cardinales (Fortaleza, caracterizada por apoyarse en una columna) y de las tres virtudes teologales acompañadas de sus atributos: Fe con una cruz, Caridad con dos niños pequeños y Esperanza con un ancla. En lo tocante a las esquinas de la sillería baja, en ellas se representaban, en relieves de medio cuerpo, la Misericordia y las tres virtudes cardinales restantes: Prudencia, Templanza y Justicia. Sobre el primer cornisamento de la sillería alta destacaban bustos de patriarcas y profetas del Antiguo Testamento portando filacterias, mientras que el segundo cornisamento se coronaba por un guardapolvo rematado a su vez con un ático, todo circundado por una reja de baja altura que delimitaba la conocida como Via Sacra, hallándose en el centro un facistol coronado por una talla polícroma de San Martín (hoy conservada en el Museo Catedralicio) y disponiendo cada asiento de un atril corrido.

#### Traslado
Siglo xix

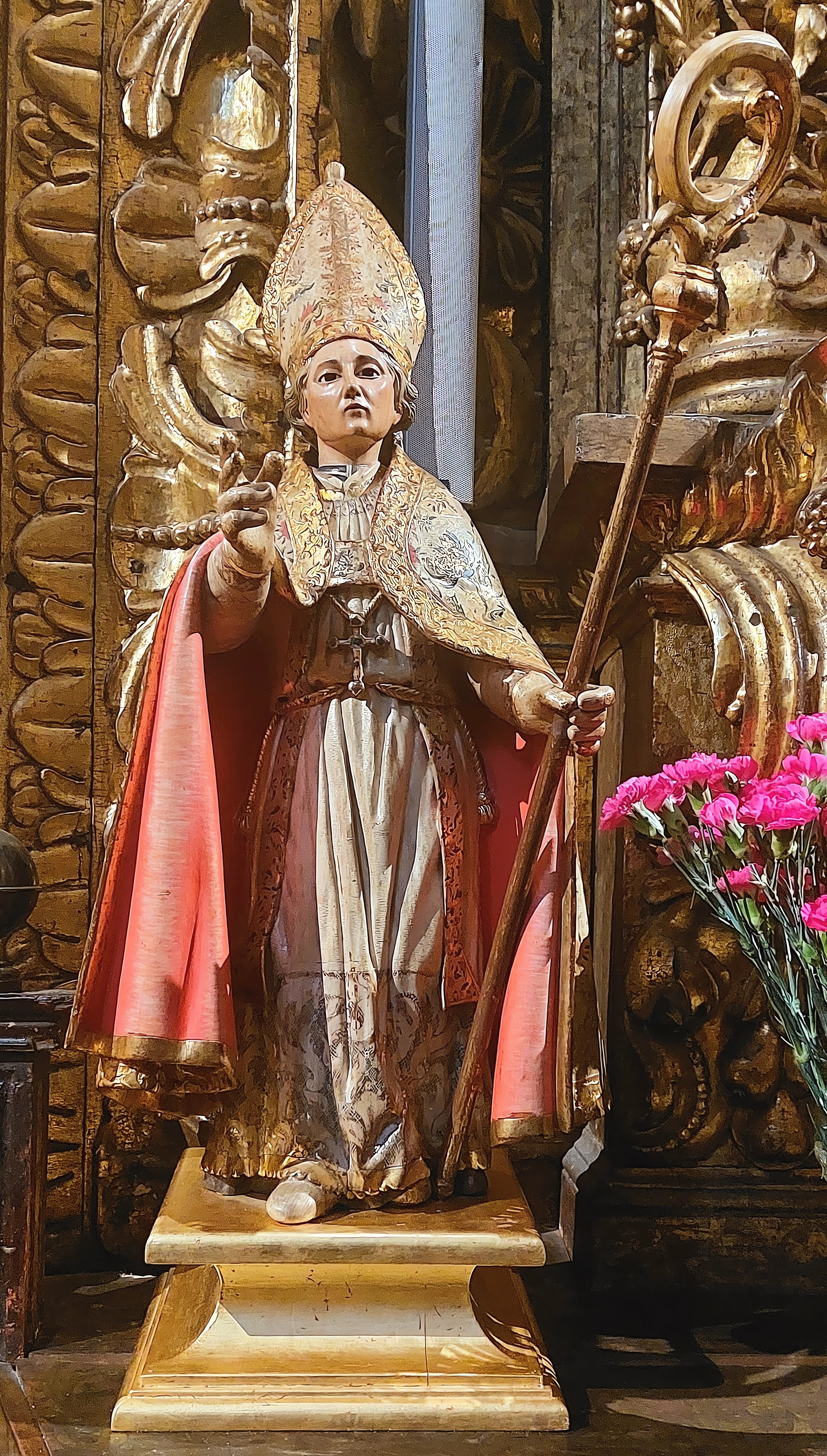
Talla de San Martín.

El primer intento de desmantelamiento del coro se produjo en el siglo xix; se pensó tanto en un traslado como en la instalación de uno nuevo en el presbiterio con el fin de que la nave quedase completamente despejada. Es posible que esta propuesta, liderada por el deán Juan Manuel Bedoya, fuese la primera de toda España en lo que a desinstalación de un coro catedralicio se refiere. Finalmente dicho proyecto, el cual comprendía también la sustitución del retablo mayor por uno de corte neoclásico (mismo caso que en la Catedral de Lugo), lo que hubiese supuesto una pérdida incalculable para el arte orensano, no llegó a ejecutarse por falta de fondos, los cuales iban a ser aportados por el obispo Dámaso Egidio Iglesias Lago. El impedimento de este plan, propuesto para su realización en 1857, se debió a que para entonces Bedoya ya había muerto (falleció en 1850), si bien su sucesor trataría de llevarlo a cabo sin éxito. El proyecto fue encargado al arquitecto Domingo Lareo, quien el 19 de agosto de 1857, en presencia del cabildo, discutió la idoneidad de acometer la reforma, momento en que el deán sugirió conducir tanto el coro como los órganos a la capilla mayor y situar el presbiterio bajo el cimborrio, idea que contó con el beneplácito de Lareo, siendo la principal motivación para esta labor el que los feligreses pudiesen acudir en mayor número y que el templo luciese en todo su esplendor. El arquitecto quedó encargado de presupuestar la retirada y reinstalación del coro y los órganos así como el nuevo retablo y la reforma de la capilla mayor, contando este proceder con la plena aprobación del obispo Luis de la Lastra, si bien su traslado a Valladolid y el nombramiento de su sucesor, José Ávila y Lamas, quien no era demasiado partidario de la reforma, provocaron que el proyecto se fuese dilatando en el tiempo, quedando finalmente abandonado en 1858 por motivos económicos.
Siglo xx 
No sería hasta el siglo xx, concretamente en la década de 1930, cuando el deán Diego Bugallo Pita acometería la reforma del coro, habiendo hecho Antoni Gaudí lo propio entre 1904 y 1914 en la Catedral de Mallorca, la primera del país en la que se llevaron a cabo este tipo de obras. La seo orensana fue muy probablemente la segunda en retirar su coro, en plena guerra civil, estela que ya en la posguerra seguirían otras catedrales como las de Compostela, Tuy y Mondoñedo, si bien muchas mantuvieron sus coros intactos, como las de Lugo, Astorga, Zamora, Burgos, Sevilla y Toledo.
Durante el episcopado de Florencio Cerviño González, Bugallo fue quien realmente dirigió el obispado, siempre con el beneplácito de Cerviño. El deán encargó a su gran amigo el arquitecto Antonio Palacios una extensa reforma en la catedral que comprendía permitir la entrada por la puerta principal, el levantamiento de la actual plaza de San Martín (que en ese entonces no llegaría a ejecutarse), el desencalado del edificio y la retirada del coro. La desinstalación y reubicación del conjunto, tareas acometidas aproximadamente en el periodo 1937-1942 y apoyadas por un dictamen favorable de la Comisión Provincial de Monumentos, no fueron sufragadas con fondos de la seo ni tampoco del obispo, motivo por el que ni en las cuentas de fábrica de la catedral ni en las cuentas de la diócesis hay constancia alguna de la reforma. Tampoco se tiene certeza de que se conserven a día de hoy las facturas correspondientes, desconociéndose también si en el archivo privado de Palacios consta alguna referencia al coro, si bien ninguno de los expertos en su figura menciona esta obra en su haber ni se encuentra expediente alguno sobre el conjunto en los archivos estatales, aunque en el archivo de la Administración Pública de Alcalá de Henares sí consta un expediente relativo al fin del traslado ya que en él se menciona la reforma del suelo de la capilla mayor, labor costeada por la Dirección General de Bellas Artes.
De acuerdo con Manuel Chamoso Lamas, las razones para reubicar el coro fueron tres: disponer de mayor espacio para el culto, dotar a los fieles de una mejor visibilidad durante los oficios religiosos, y conseguir un mejor acondicionamiento de la capilla mayor. Varios historiadores habían manifestado con anterioridad su deseo de que la obra fuese cambiada de lugar, como Arteaga: «Situado el coro en el centro de la nave principal, no es posible gozar del majestuoso aspecto que a la vista ofrecería el cuerpo del Templo». En 1937 tuvo lugar la retirada del conjunto según el proyecto que tenía en mente Palacios, quien quería «engrandecer la catedral» devolviéndola en la medida de lo posible «a su pureza original», aunque sus planes no se seguirían al pie de la letra sino que servirían de inspiración. Las intenciones de Palacios eran las siguientes:: 218 

Cuando hayan sido retirados de la nave central, el coro, el trascoro, los órganos y los muros laterales que la cierran, los ojos orientados por la luz que entrará policromada a través de las vidrieras artísticas que hoy no tiene y que mañana llenarán el vano del cegado rosetón, contemplarán las altas bóvedas, someramente nervadas en arco diagonal, viendo como las laterales, rotas por el transepto, se ocultan a lo lejos en la huida curva de la girola, y después de detenerse un momento complaciéndose en la técnica singular de las famosas rejas cinceladas por Juan Bautista Celma, alumbradas por la claridad que a raudales baja de la elegante linterna del Crucero, irán a perderse embelesados entre las riquísimas labores góticas de la Capilla Mayor [...].: 218–219 

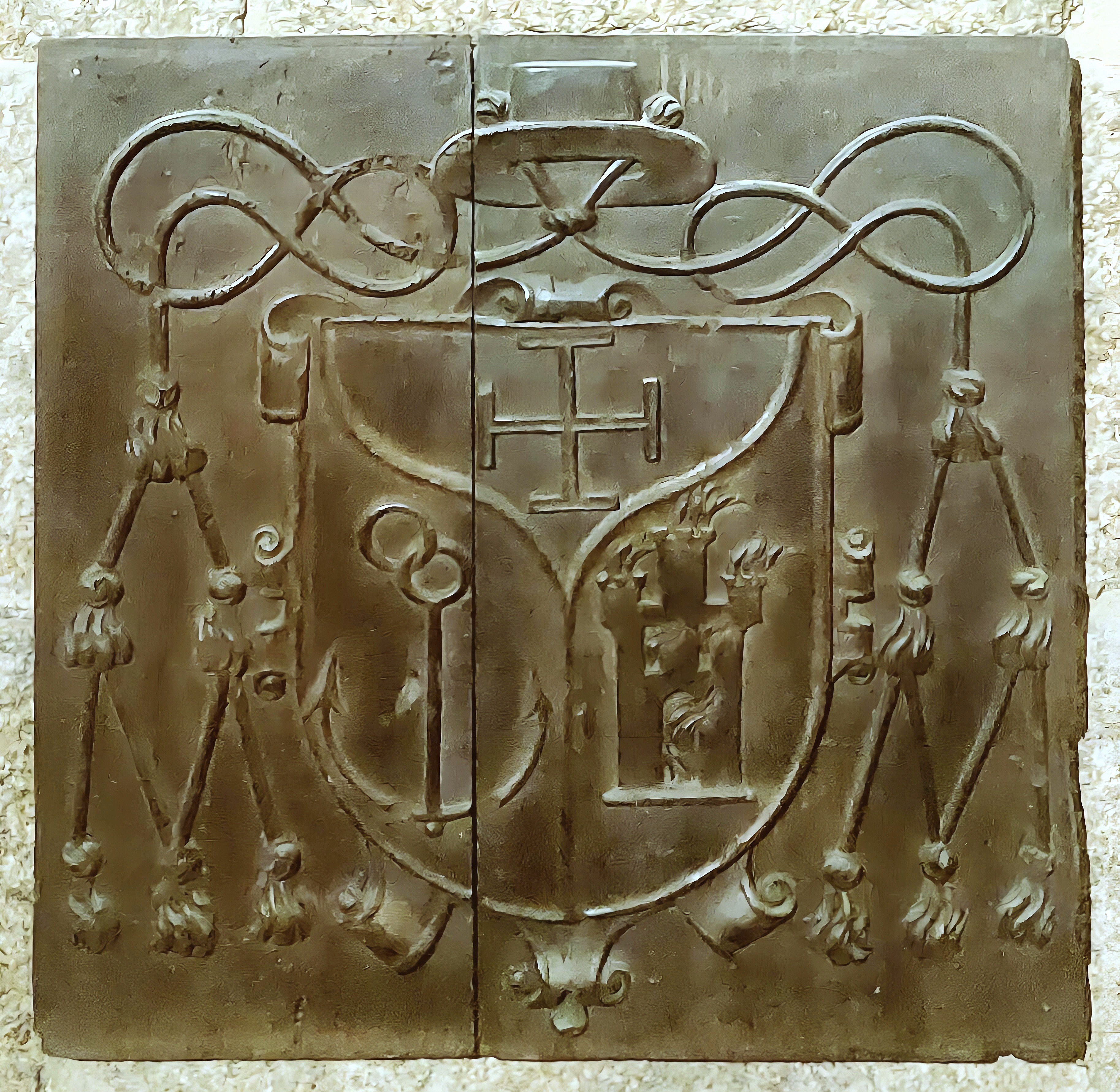
Escudo de Sanclemente.

La propuesta de Palacios era atractiva pero carecía de lógica además de no ser fiel a nivel histórico puesto que la catedral fue concebida para albergar un coro, lo que provocó las críticas de Eva Juana Rodríguez Romero y José Manuel Pita Andrade, quien declaró que la seo no había «ganado mucho con el cambio». Aunque Palacios propuso acertadamente la restitución de las vidrieras y la restauración de la portada principal, el proyecto finalmente ejecutado fue el propuesto por el ingeniero Alejandro San Román, de quien Bugallo fungía como asesor. En el acta de la Sesión Extraordinaria del 10 de agosto de 1937 de la Comisión Provincial de Monumentos figuran las obras que se tenían pensado acometer, la justificación de las mismas y la identidad de quienes las desarrollarían:: 219 

Excelentísimo señor Deán y Cabildo de la Santa Iglesia Catedral de Orense. Excelentísimo señor: esta Comisión Provincial de Monumentos Artísticos e Históricos de Orense atenta siempre en la medida de sus posibilidades a la conservación y mejoramiento de la riqueza artística de nuestra provincia cree llegado otra vez el momento de comenzar la magna obra providencialmente ideada por nuestro Excelentísimo Prelado y proyectada por el insigne maestro Palacios de devolver al templo catedralicio su primitiva belleza interior y, una vez lograda esta parte, abrir la entrada principal para que luzca con todo esplendor el maravilloso Pórtico de la Gloria. A este efecto esta Comisión debidamente asesorada de técnicos está resuelta dar cima a las obras del traslado del coro en conformidad con el antedicho proyecto del señor Palacios a expensas de un grupo de enamorados de tan infeliz idea, sin que el Reverendísimo Prelado ni el Excelentísimo Cabildo tengan que hacer desembolso alguno.

[...] el objeto de esta reunión era ver y estudiar si podía cristalizar el proyecto, desde hace tiempo acariciado por esta comisión, de la reforma interior de nuestra Catedral, no solo por Io que este hermoso templo ganaría estética y artísticamente, sino también, por la necesidad que en esta ciudad se siente de un templo amplio y capaz de contener la multitud de fieles que en los solemnes cultos [...] asisten sin poder admirar las hermosas y conmovedoras ceremonias litúrgicas, por el poco espacio que media entre las rejas del coro y el presbiterio, único sitio hoy en condiciones de ver el interior de éste, reforma que viene acariciándose desde hace casi un siglo, alguna vez intentado sin éxito, y que aun recientemente nuestro Exmo. y Rmo. Prelado, asesorado del eminente arquitecto gallego D. Antonio Palacios, y con planos y proyectos de este señor, entusiasta admirador de nuestra catedral, se intentó de nuevo la ejecución de esta obra.

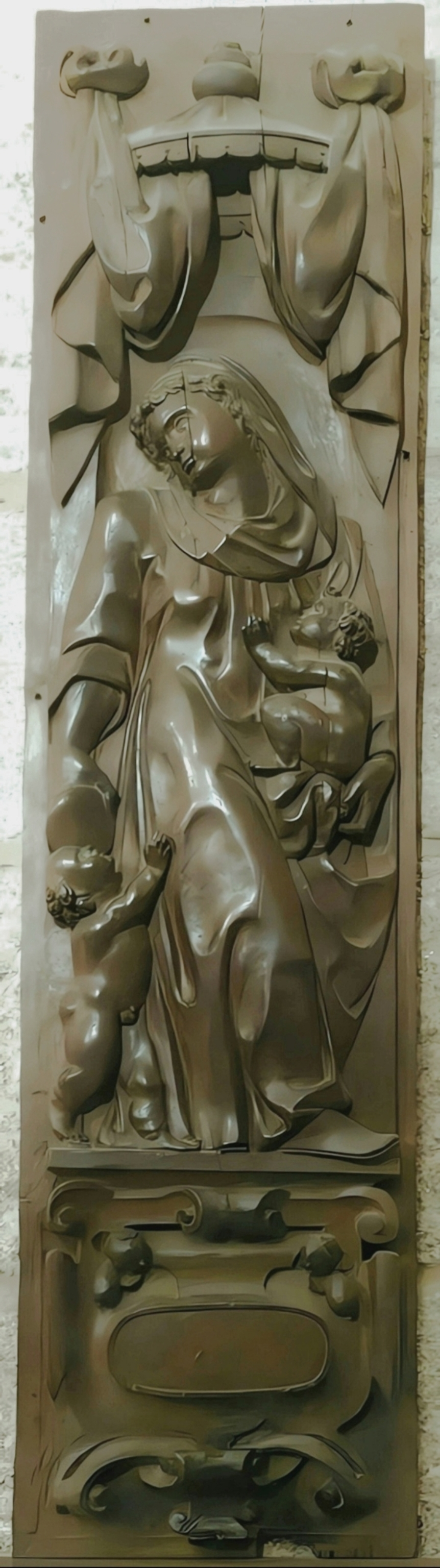
Caridad.

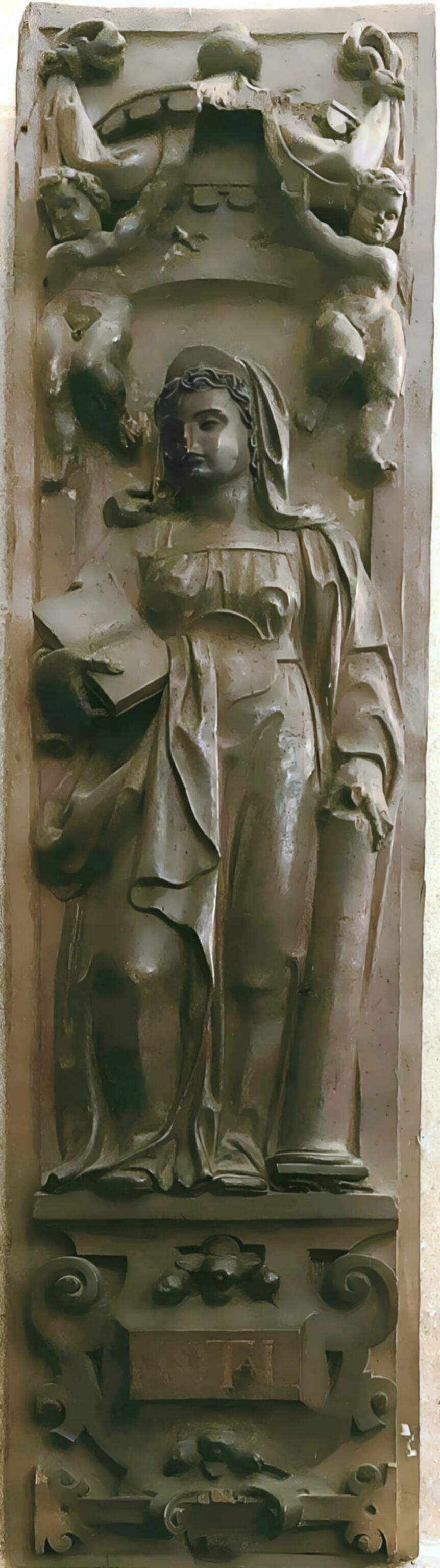
Fortaleza.

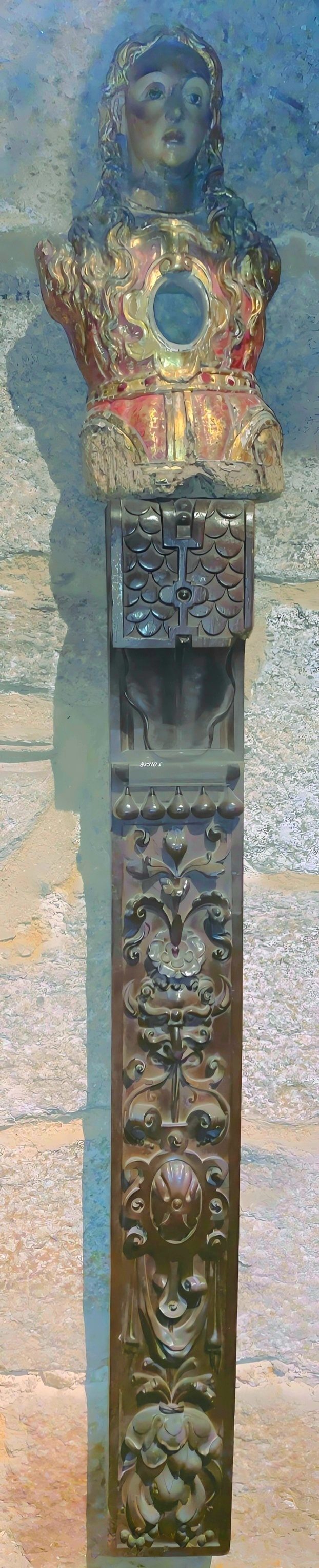
Pilastra del coro. Sobre ella, relicario de Santa María Magdalena.

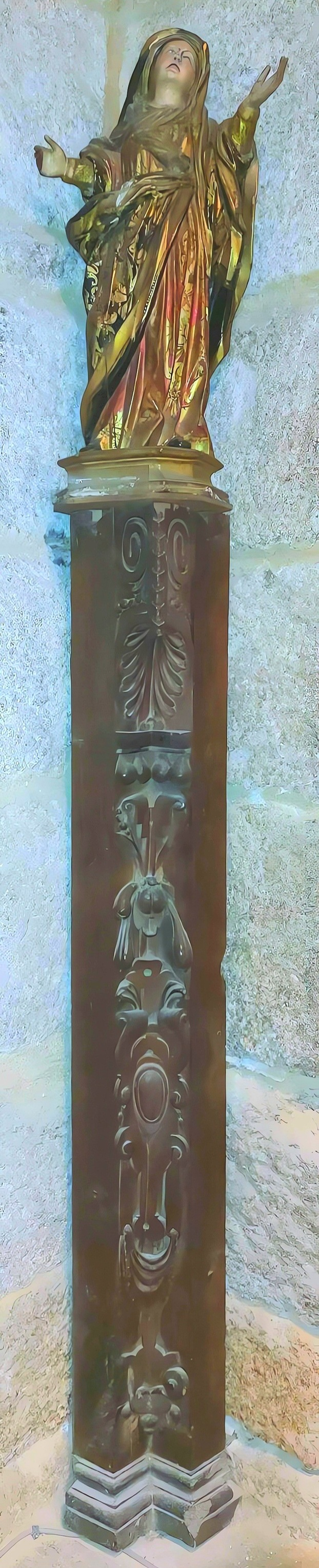
Pilastra del coro. Sobre ella, talla de la Dolorosa.

El Sr. presidente continua extendiéndose en consideraciones sobre la bondad y necesidad de la realización de la obra, y termina cediendo la palabra al Sr. Bugallo Pita, asesor que fue y es del ingeniero D. Alejandro San Román, al que se deben los planos y proyectos de lo que ahora se quiere ejecutar, [...] hace una detallada exposición de las obras con los planos a la vista, que en síntesis son:
1°- Traslado del órgano nuevo a la tribuna propia del mismo, o sea la que está sobre el Pórtico de la Gloria previo acondicionamiento del pavimento, hoy inservible. Por quiebra de la casa constructora del órgano se encargaría de esta labor la casa Amezua de San Sebastián, a bien de dejar el instrumento a satisfacción de los peritos que el Excelentísimo cabildo designase. En la nueva tribuna ganaría extraordinariamente el órgano en sonoridad por las inmejorables condiciones acústicas del lugar.
2°- Colocación de las grandes rejas que cierra la capilla mayor y coro dando vista a las puertas Norte y Sur. Situar los púlpitos en las dos columnas donde actualmente apoya la reja que cierra el coro.
3°- Situar los púlpitos en las columnas donde actualmente apoya la reja que cierra el coro.
4°- Colocar entre ambos púlpitos la reja de la Capilla del Rosario, que cerraría por el Oeste la nueva Capilla mayor o presbiterio.
5°- Traslado de la mesa del altar al eje del arco triunfal o sea un poco más al interior de la capilla mayor del lugar que hoy ocupa la reja que cierra la misma.
6°- Colocar tres escalones de piedra de los que hay en la capilla mayor entre las columnas en que apoya la reja que cierra el coro que entonces será el acceso principal al presbiterio en que quedará convertida la parte a que la cúpula sirve de dosel magnífico.
7°- Hacer un piso corrido todo al mismo nivel desde las antedichas escaleras hasta el retablo de Cornelis ocupando el espacio todo que hoy queda entre rejas y luego será presbiterio y la actual capilla mayor (que pasar a ser coro) todo él de magnífica madera de castaño y apoyado en vigas y pontones de la misma madera y de excelente calidad. Completarán esta obrita las escaleras de piedra por los lados de las puertas de entrada la capilla mayor cerca de los púlpitos y otras similares en las puertas centrales de las rejas mayores para acceso secundario al Presbiterio estas y al coro aquellas.
8°- Colocación de 43 sillas corales en la actual capilla mayor en la forma siguiente: Una doble serie (alta y baja) en la forma actual alrededor del retablo de Cornelis y altares laterales de las reliquias sin la tabla alta que en un coro actual tienen las sillas de los señores Capitulares: Las sillas para el Reverendísimo prelado y señores canónigos serán en número de 19. La silla de los señores beneficiados en número de 21 pero a partir de la serie de sillas canonicales, las beneficiales estarán desprovistas de la tabla alta para seguir avanzando por la hoy capilla mayor sin estorbar la buena visibilidad de los sepulcros artísticos allí existentes. Las demás sillas formando una sola serie serán colocadas en los lienzos de pared de la capilla del santísimo Cristo hoy revestida por damascos, con lo cual la catedral tendría dos coros y la capilla referida sería extraordinariamente enriquecida con una obra churrigueresca muy en conformidad con los retablos que tiene.
9°- La nueva capilla mayor y nuevo coro serán protegidos de las corrientes de aire mediante la colocación de magníficas lunas de cristal contienen las capillas mayores entre otras de las catedrales de Santiago y Lugo.
10°- El altar y sepulcros del Rosario serán embutidos en uno de los lienzos de pared de las naves laterales conservándose virtualmente la dicha capilla en las mismas condiciones que en la actualidad.
11°- Los órganos antiguos inservibles y sin mérito artístico, puesto que sería de pésimo efecto dejarlos donde se hallan serán desmontados y los arcos en el espacio que ocupa el coro quedarían completamente limpios y la nave despejada idénticamente como se halla a partir del trascoro. El espacio comprendido en el coro de ahora y el que quede libre por retirada de los muros laterales será convenientemente pavimentado de piedra en la misma forma que está toda la catedral.
12°- Se abrirá el gran rosetón de la puerta del Oeste en la forma que propone el Sr. Palacios en su proyecto.
13°- Los sillares empotrados como a la mitad de su altura en los lienzos exteriores del actual coro, labrados con vistosa y delicada ornamentación ojival, se colocarían cubriendo los cuatro costados de la mesa del altar, [...] y los sillares sobrantes podían colocarse cubriendo el espacio que media desde la columna inmediata a la entrada del vestuario y el sepulcro del obispo D. Lorenzo [...].
[...] Todos los reunidos aprueban con unanimidad y con entusiasmo el magno proyecto, y acuerdan se lleve a debida ejecución lo antes posible.
Se acuerda, también, que una comisión constituida por el señor Macías García, arquitectos señores Conde Fidalgo y Rodríguez Sanz, y vocales señores Soria, L. Cuevillas y Cid, visiten al Excmo. y Rmo. Prelado, y obteniendo su consentimiento que se dé cuenta para el mismo efecto al Excmo. Cabildo Catedral a medio de escrito de esta Comisión con exposición detallada de las obras, y que obtenida también su aquiescencia se inicien los trabajos sin pérdida de día.
Y finalmente, se acuerda que representen a esta Comisión de Monumentos para todos los efectos de las obras a realizar los vocales Sres. Bugallo Pita y Cid Rodríguez, para lo cual se les autoriza en debida forma [...].

Firmado: Cándido Cid
Vo Bo: Marcelo Macías.: 226–227 

Este escrito sería objeto de un cabildo extraordinario el 17 de agosto, día en que se dejó constancia de la citación hecha a los capitulares el 14 de agosto además de transcribirse el documento de la comisión:

Cabildo extraordinario de 17 de agosto de 1937. Primero el señor Deán mandó llamar al pertiguero preguntándole si había circulado la cédula de citación por todos los señores Capitulares presentes en la ciudad, a lo que contestó afirmativamente con lo que se retiró y se dio lectura a la cédula citatoria del tenor siguiente: El próximo martes día 17 del actual después de horas canónicas de la mañana se celebrará cabildo extraordinario para dar cuenta de un escrito de la Comisión de Monumentos y tratar de las obras propuestas de traslado del coro y complementarios, rogando con todo encarecimiento a los señores Capitulares que aunque se hallen disfrutando de recle, se dignen a asistir dada la importancia del asunto. Orense 14 de agosto de 1937 Diego Bugallo Pita.

En este cabildo extraordinario, archivado en el tomo 54 de las actas capitulares, constan tanto la audiencia que el prelado concedió a los miembros de la comisión como la aprobación de la reforma del coro:

Esta Comisión tuvo el honor de ser recibida en audiencia por el Reverendísimo Prelado a quien detalladamente expusieron sus deseos de llevar inmediatamente a la práctica la realización de este proyecto que ha merecido su previa aprobación a reserva de obtener también la del cabildo catedral y con quisiera a ser posible que pudieran estar terminadas para la próxima festividad del Cristo Rey ruega a vuestra Excelencia se digne manifestar por su parte si tiene a bien dar su conformidad para en caso afirmativo solicitar también el correspondiente permiso del gobierno de Burgos y seguidamente comenzar las obras. Dios guarde a vuestra excelencia muchos años Orense 11 de agosto de 1937 por la Comisión el Presidente Marcelo Macías, Secretario Cándido Cid.

Seguidamente el señor Deán invitó a todos y cada uno de los señores capitulares presentes por orden de precedencia a expresar su parecer sobre la proposición de la Comisión Provincial de Monumentos y unánimemente se mostraron conformes con la misma aprobando y autorizando las obras por lo que al Cabildo se refiere haciendo constar que si bien el Cabildo supone que los señores Capitulares estarán tal vez con menos comodidad personal en el nuevo coro, aceptan ese sacrificio en bien del público que resulta beneficiado con las obras proyectadas, el esplendor del culto que ganará extraordinariamente y de la belleza artística del templo que podrá lucir mejor su elegante arquitectura. Con esto terminó el cabildo. Firman el señor Deán el prosecretario capitular señor Delage que certifica.

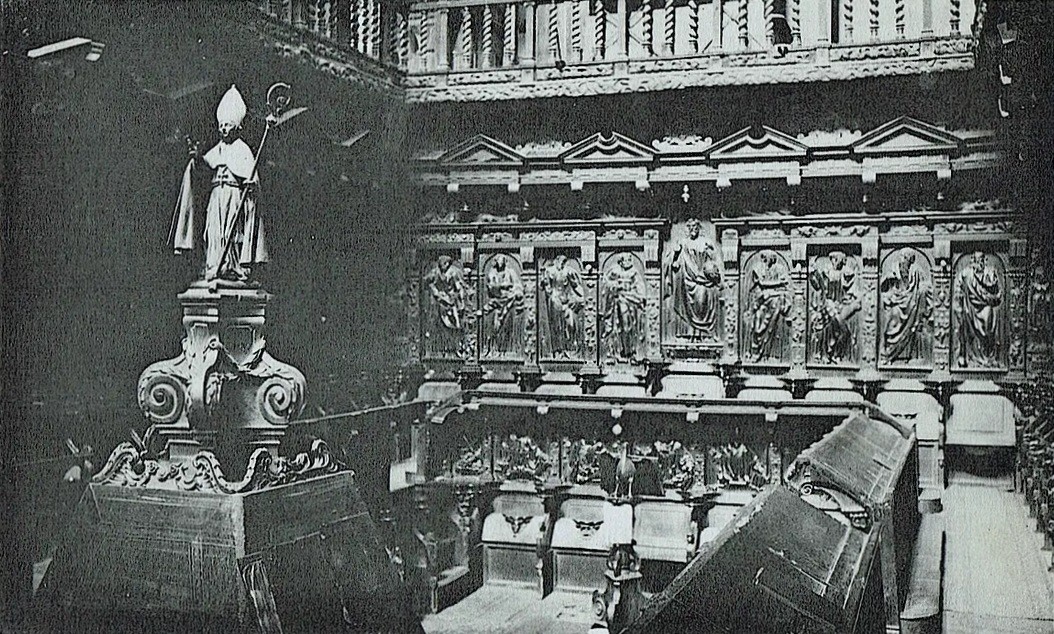
El coro en su ubicación original.

Una parte del coro (veinticinco tablas de la sillería alta y catorce de la sillería baja) fue conducido a la Capilla del Santo Cristo; con el fin de adaptarlo se hizo necesario descartar algunos fragmentos y variar el orden original: en la sección superior se colocaron las tablas de la sillería baja mientras que en el área inferior se dispusieron las correspondientes a la sillería alta. Respecto al resto del conjunto, este fue repartido en diferentes zonas de la seo, perdiendo el coro de esta forma toda la coherencia y el orden iconográfico con el que fuera cuidadosamente concebido. Quince sitiales de la sillería baja fueron instalados junto con sus tablas frente al retablo mayor, formando con otros sitiales sin tablas dos hileras de asientos que hoy prestan servicio de coro a los capitulares, a lo que se suman dos cuerpos movibles de cuatro sitiales cada uno. Tras el traslado del conjunto y el derribo de los muros que lo cercaban, el altar se desplazó hacia delante y se situó en el punto central del crucero, directamente bajo el cimborrio y elevado seis peldaños sobre el suelo del templo. La capilla mayor fue posteriormente cerrada con las rejas que antaño rodeaban el presbiterio y el acceso principal al coro, quedando la cabecera configurada del mismo modo que las cabeceras góticas francesas, si bien de esta forma la nave del crucero quedó seccionada, detalle que aporta una distribución nunca concebida para la catedral y que crea cierta confusión y desorientación si se accede a la seo por las puertas norte o sur.: 219–220  En cuanto al resto del conjunto, el cual no se ha conservado en su totalidad, veintiocho piezas se custodian actualmente en el Museo Catedralicio (once tablas de la sillería alta, cuatro tallas de bulto redondo, cuatro bustos, dos misericordias, dos mascarones, dos sobrepuertas, dos pilastras y un escudo), quince en el archivo, tres en la sala capitular, dos en la sacristía mayor, dos en la sacristía de la Capilla del Santo Cristo, dos en el muro del deambulatorio y una en la Capilla de Santa Isabel. En lo tocante a las piezas desechadas, resulta de especial relevancia el cabildo del 27 de abril de 1938:

También se habló a propuesta del señor fabriquero de ciertos objetos que por efecto de las obras verificadas en la catedral han quedado sin destino y resultan inservibles tales como la balconada de madera de las tribunas de los órganos, las barandas de hierro de los púlpitos etcétera. No llegando a un acuerdo definitivo sobre tales objetos, aunque si se comisionó al señor fabriquero para que utilizase en beneficio de la Catedral aquellos objetos sobre todo de hierro sin especial valor artístico, en la forma que estimase más conveniente antes que pudiesen echarse a perder por el desgaste del tiempo.

Cabe destacar que en junio de 2010 Subastas Bilbao XXI puso en venta, como lote 677 y con un precio de salida de 5000 euros, un relieve de 58 × 35 cm que supuestamente representaba a Santa Inés. La casa de subastas encuadró la obra en el siglo xvi y la asignó a la escuela castellana. El subdirector del Museo Nacional de Escultura, Manuel Arias Martínez, contactó con Miguel Ángel González García, entonces delegado de patrimonio de la diócesis de Orense, y le sugirió la posibilidad de que la pieza perteneciese al coro catedralicio. González García declaró que la imagen podría mostrar la virtud de la Mansedumbre (Templanza) en vez de a Santa Inés, cuya tabla se halla en la Capilla del Santo Cristo, si bien dicha virtud se conserva hoy día en la capilla mayor, por lo que la imagen subastada no puede pertenecer al coro a pesar de poseer la misma pose e idénticas medidas respecto del resto de tablas representativas de virtudes en la sillería baja. González García la descartó acertadamente como parte del conjunto, aunque sí la asignó al catálogo de Angés.: 310–311 

## Descripción
Las tablas se encuadran en el manierismo gallego aunque poseen claras influencias del manierismo académico fruto de la intervención de Jordán, con el precedente inmediato de la obra orensana en el coro que Juan de Juni talló para el Convento de San Marcos de León con ayuda de Guillén Doncel y Juan de Angés el Viejo, lo que vincula a Angés el Mozo con el entorno del artista borgoñón. El coro de Orense guarda numerosas similitudes con el de León, llegando casi a ser una copia del mismo: el número de tablas en la sección inferior es idéntico, siendo muchas de ellas réplicas exactas del conjunto leonés.
En lo que atañe a algunas tablas, los relieves de la Virgen María y San Martín fueron elaborados en base a los diseños de los canónigos, mientras que la temática de las puertas fue elegida por los canónigos Zárate y Nogueira. La tabla de Abraham constituye un ejemplo del potente manierismo de Angés, reflejado en la marcada musculatura del brazo derecho del personaje y en la espada de gran tamaño con la que se dispone a decapitar a su hijo Isaac, destacando en los vértices el ángel que detiene a Abraham y el cordero que será sacrificado en lugar de Isaac. En términos generales los ropajes de las figuras constituyen telas pesadas que caen perfilando la anatomía con tanta fuerza que casi parece que los personajes se hallan privados de libertad de movimiento; según Juan José Martín González, la agresiva y violenta expresividad del manierismo de Juni cambió con el academicismo de Gaspar Becerra hacia una mayor solemnidad caracterizada por emociones contenidas, lo que hace que la producción de Angés se halle imbuida por dos estilos opuestos: el arte de Juni, de gran expresividad y dinámica, con el cuerpo y los ropajes transmitiendo emociones al igual que los rostros; y la corriente de Jordán, más hierática y carente de elocuencia en pos de una mayor solemnidad. En la obra de Angés, puramente manierista, las telas no contribuyen a expresar sentimientos puesto que no se hallan dotadas de movimiento, limitándose tan solo a cubrir la anatomía y llegando incluso a reducir los movimientos, rasgo que provoca un fuerte contraste de curvas y contracurvas propio del manierismo, con una mayor tendencia al realismo frente al idealismo.
Una de las pocas piezas del coro que escapa a esta dinámica es la imagen de San Pedro. Esta tabla posee una poderosa influencia juniana y resulta casi idéntica a la conservada en la vallisoletana Iglesia de Santa María de la Antigua. El rostro del santo refleja al mismo tiempo preocupación y seguridad, todo ello caracterizado por rasgos cóncavos y convexos así como por tener la vista perdida. Respecto a la pañería, esta posee pliegues relajados y firmes, con los extremos cortantes y gran anchura en la superficie. Respecto a la tabla de San Pablo, destaca el hecho de que originalmente se situase a la diestra del relieve del Salvator Mundi, lugar que debería haber ocupado la tabla de San Pedro como era habitual entonces. La figura posee grandes semejanzas con el dibujo conservado, aunque presenta una evidente evolución ya que el rostro es mucho más expresivo y figura completamente de perfil a imagen y semejanza de la imaginería de Juni. Esta elocuencia se refleja también en el cuerpo, con el brazo que porta la espada muy musculado y aferrándola con una fuerza un tanto exagerada al mejor estilo juniano.
La tabla de San Sebastián es quizá la más lograda del conjunto; aquí Angés, al igual que Benvenuto Cellini con su obra Perseo con la cabeza de Medusa (1545-1554), no se centró en mostrar el sufrimiento típico en la iconografía del mártir sino que apostó por exhibir la belleza del cuerpo acorde a las directrices renacentistas, para lo cual suprimió las tan características saetas. Resulta llamativo además el contrapposto producto del adelantamiento de la pierna izquierda, lo que proporciona sensación de movimiento y aporta viveza a la obra. Destaca a su vez la tabla del Salvator Mundi por ser la que antaño presidió el sitial del obispo. Inspirada en la tabla homónima del Convento de San Marcos, Jesús sostiene la bola del mundo con su mano izquierda al tiempo que levanta la derecha para bendecir. Sobre él dos serafines sujetan la corona de espinas, portando uno de ellos una rama de lirio y el otro una espada.

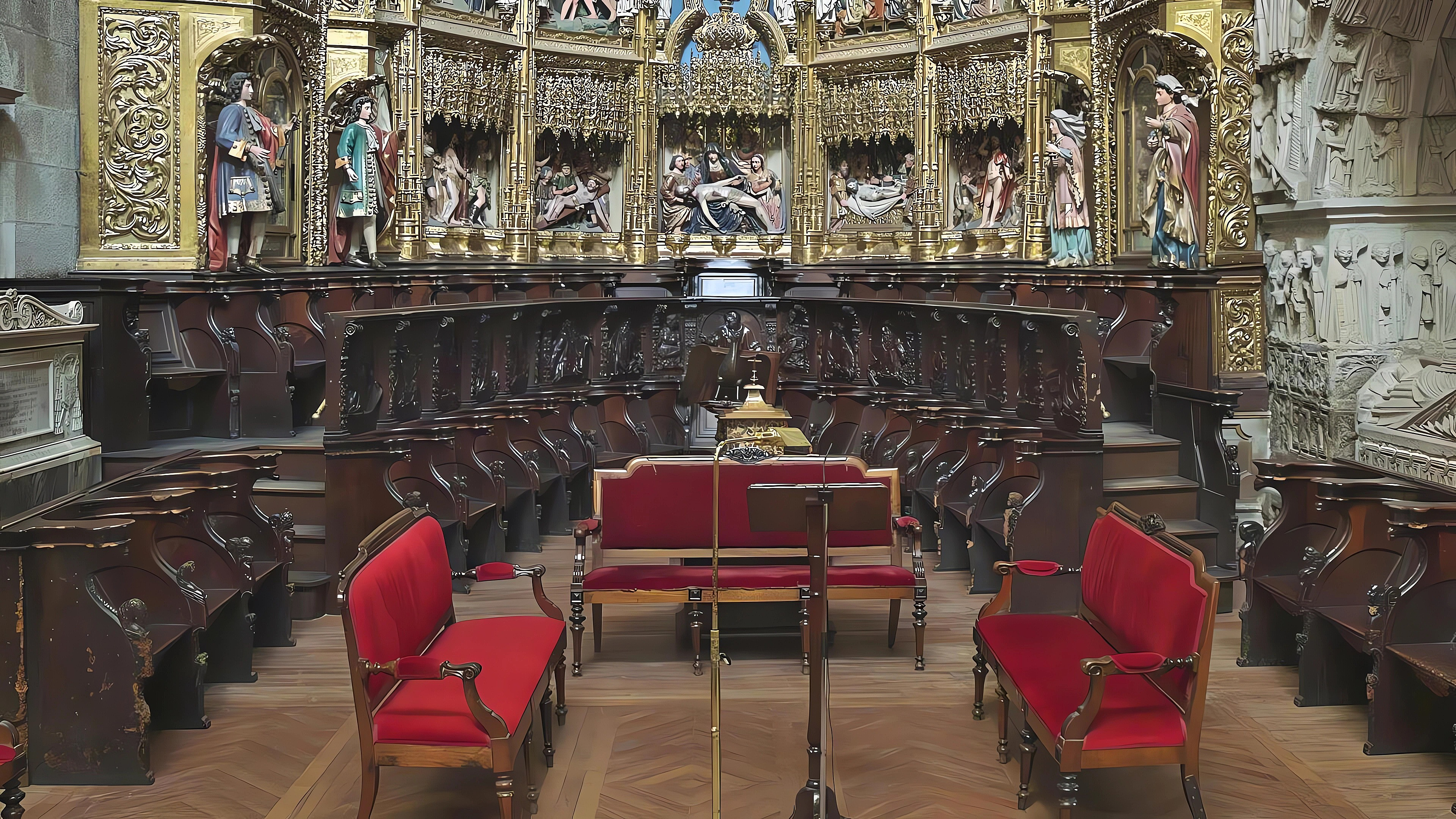
Coro de la capilla mayor.

A nivel iconográfico, resulta llamativa la inclusión de cuatro santos no solo relacionados con Galicia sino vinculados a Orense: las tablas de San Facundo y San Primitivo, ambos ligados al Camino de Santiago y sepultados en la capilla mayor de la seo orensana (figuran rezando de rodillas entre rocas con un ángel sobre ellos portando la corona del martirio); y las tablas de Santa Eufemia y Santa Marina, la primera con dos iglesias dedicadas a ella en la ciudad y la segunda con una parroquia en la provincia. Siguiendo los vínculos con el territorio cabe destacar la tabla de Santiago el Mayor, patrono de Galicia, aunque esta pieza sobresale por reunir todos los rasgos de la producción de Angés. En ella puede contemplarse el manierismo en todo su esplendor; las telas están pegadas al cuerpo, remarcando de este modo la musculatura, mientras que los pliegues son angulosos y se hallan dotados de cierto movimiento gracias a la pose de los pies, destacando el inconfundible bastón de peregrino. Por su parte, la tabla de San Andrés se parece mucho a la de Santiago el Mayor en lo que a rasgos, anatomía y pose se refiere, luciendo su característica cruz aspada y resultando llamativa la violenta torsión del cuello.
En lo tocante a los relieves que configuran la sillería baja, estos aparecen seccionados a la altura de la cintura y cobijados bajo arcos de medio punto (los de la Capilla del Santo Cristo coronados además por frontones triangulares sostenidos por pilastras). Al tratarse de figuras de medio cuerpo resulta casi imposible conocer la pose, aunque las cabezas proporcionan cierto nivel de movimiento al posicionarse de perfil. Los cuellos en este caso tienden a hacer gala de un notable grosor y una fuerte tensión muscular, todo acentuado por la agresividad y casi grotesca concepción de los rostros: mentón prominente, nariz aguileña y cabello corto dispuesto en forma de bucles revueltos. En cuanto a la tabla de Templanza, esta muestra ropajes desordenados de influencia manierista al igual que Prudencia, hallándose todas las virtudes claramente identificadas por sus atributos. Sobresalen a su vez los motivos ornamentales que recubren las pilastras que dividen las tablas; esta decoración es puramente renacentista y en ella destacan grutescos y figuras infantiles desnudas.
Respecto a las antiguas puertas del coro, inspiradas en grabados de Alberto Durero y Lucas van Leyden, en ambas Eva luce pletórica, con una musculatura muy pronunciada al igual que Adán, si bien en este caso los desnudos no poseen la elevada calidad con la que sí cuenta San Sebastián ya que estos muestran concavidades y convexidades semejantes a las de las figuras vestidas, aunque en ambas tablas la desnudez termina siendo más importante que el acontecimiento plasmado. Las dos puertas, exhibidas en la exposición Hospitalitas (XXVII edición de Las Edades del Hombre, celebrada en Santiago de Compostela y Villafranca del Bierzo en 2024), se hallan a día de hoy suspendidas del muro de la girola, directamente frente a las capillas del deambulatorio, y a una altura tan elevada que resulta difícil apreciarlas en todo su esplendor así como descifrar el episodio mostrado.
En lo que atañe a la disposición actual, las tablas del coro alto que decoran los muros de la Capilla del Santo Cristo figuran en el siguiente orden desde el altar hasta la puerta de entrada:: 92 
| Lado del evangelio | Lado de la epístola |
| ------------------ | ------------------- |
| San Lorenzo        | San Pablo           |
| San Rosendo        | Santo Tomás         |
| San Vicente Mártir | San Andrés          |
| San Hermenegildo   | Santo Domingo       |
| San Juan Bautista  | San Benito          |
| Santa Lucía        | Santa Catalina      |
| Abraham            | Santa Marina        |
| Esperanza          | Rey David           |
| San Mateo          | Virgen María        |
| San Facundo        | Fe                  |
| San Judas Tadeo    | Santiago el Mayor   |
|                    | San Pedro           |
|                    | San Primitivo       |
|                    | San Bartolomé       |

Respecto a las tablas del coro bajo, en la Capilla del Santo Cristo se hallan, desde el altar hasta la puerta:: 92 
| Lado del evangelio    | Lado de la epístola   |
| --------------------- | --------------------- |
| Santa Cecilia         | Santa Marta           |
| Santa Isabel          | San Antonio de Padua  |
| Santo Tomás de Aquino | Santa Inés            |
| Santa Rufina          | Santa Ana             |
| San Ambrosio          | Santa Águeda          |
| Justicia              | Santa María Magdalena |
| Santa Justa           | Misericordia          |
| Santa Bárbara         | San Juan Clímaco      |

Por último, frente al retablo mayor se ubican el resto de tablas de la sillería baja: en el centro se halla San Gregorio flanqueado por Templanza y Prudencia, constando a su derecha San José, San Joaquín, San Antonio Abad, San Pablo Ermitaño, San Isidoro, San Atanasio y San Basilio, mientras que a su izquierda figuran San Agustín, San Jerónimo, San Efrén, San Pedro Mártir, San Ildefonso, San Nicolás y San Juan Crisóstomo.